# Claude Wiseler

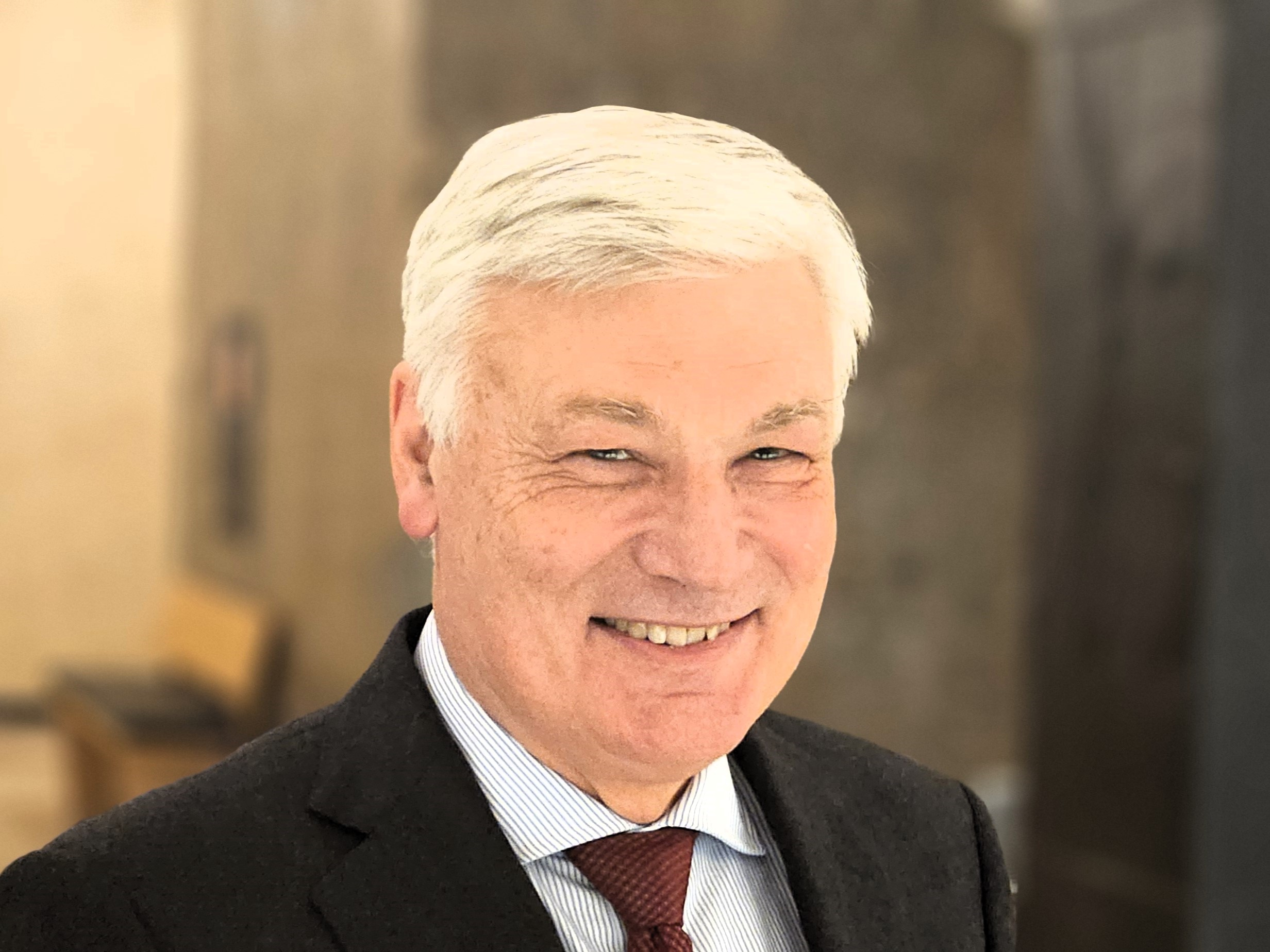
Claude Wiseler im Januar 2024

Claude Wiseler (* 30. Januar 1960 in Luxemburg) ist ein Luxemburger Politiker und ehemaliger Minister der Chrëschtlech Sozial Vollekspartei (CSV). Seit 2023 ist er Präsident der Abgeordnetenkammer.

## Leben
Claude Wiseler absolvierte das Athénée de Luxembourg und studierte bis 1989 an der Pariser Sorbonne Literatur. Anschließend kehrte er an die Schule zurück, um dort zu unterrichten. Von 1987 bis 1999 arbeitete er als Beamter in Luxemburger Ministerien. Von 2000 bis 2004 war er Beigeordneter des Bürgermeisters von Luxemburg.
In der Legislaturperiode von 2004 bis 2009 wurde Wiseler Minister für den öffentlichen Dienst und die Verwaltungsreform sowie Minister für öffentliche Bauten. Von Juli 2009 bis zum Dezember 2013 war Wiseler Minister für nachhaltige Entwicklung und Infrastruktur, ein Zusammenschluss der Ministerien für Landesplanung, Umweltschutz, Transport und öffentliche Bauten. Seit Dezember 2013 ist er Abgeordneter im luxemburgischen Parlament. Von 2014 bis zum Dezember 2018 war er Fraktionsvorsitzender seiner Partei. Nachfolgerin wurde Martine Hansen. Am 21. November 2023 wurde er zum Präsidenten der Abgeordnetenkammer gewählt.
Von 1995 bis 2000 war Wiseler Generalsekretär der Chrëschtlech Sozial Vollekspartei. Außerdem war er zusammen mit Octavie Modert Vizepräsident der Partei. Von 2021 bis zu seiner Wahl zum Präsidenten der Abgeordnetenkammer 2023 war er der Präsident der CSV, ab 2022 zusammen mit Elisabeth Margue.

## Familie
Claude Wiseler ist verheiratet mit der Europaabgeordneten Isabel Wiseler-Santos Lima, sie sind Eltern von drei Kindern.